# Албрехт I фон Арнщайн
Албрехт I фон Арнщайн (на немски: Albrecht I von Arnstein; † сл. 1240) е граф на Арнщайн при Ашерслебен в Харц.

## Произход
Той е син на граф Валтер III фон Арнщайн († ок. 1196) и Гертруд фон Баленщет († сл. 1194), дъщеря на граф Адалберт III фон Баленщет († 1171) и съпругата му Аделхайд фон Ветин-Майсен, вдовицата на крал Свен III от Дания и Зеланд († 1157). Гертруд е внучка на маркграф Албрехт Мечката фон Бранденбург от фамилията Аскани и София фон Винценбург.
Брат е на Гебхард фон Арнщайн, фогт Лайтцкау († 1256), Валтер IV фон Арнщайн († сл. 1259), Вихман фон Арнщайн († 1270, каноник и провост в Магдебург, електор на Брандебург, приор в Нойрупин), Валтер фон Арнщайн († сл. 1211, провост в Св. Николай, катедрален провост в Магдебург) и Ермгард фон Арнщайн († 1243), омъжена за граф Ото I фон Еверщайн († сл. 1282) и на още една сестра, омъжена за граф Фридрих I фон Ротенбург († сл. 1216).

## Фамилия
Албрехт I фон Арнщайн се жени за Мехтилд фон Бланкенбург-Регенщайн († сл. 1267), незаконна дъщеря на граф Зигфрид II фон Бланкенбург. Те имат децата:
- Валтер V фон Арнщайн († 27 октомври 1268 – 18 март 1272), граф на Арнщайн, женен за Маргарета фон Кранихфелд († сл. 1290)
- Албрехт фон Арнщайн († 23 октомври 1294), електор на Бранденбург, катедрален провост и архдякон в Магдебург
- София фон Арнщайн, омъжена ок. 1236 г. за херцог Вартислав III от Померания († 17 май 1264)
- Валтер VI фон Арнщайн († сл. 1289)
- Ермгард фон Арнщайн († 1243), омъжена за граф Ото I фон Еверщайн († сл. 1282)